# Университет Чжуншань имени Сунь Ятсена

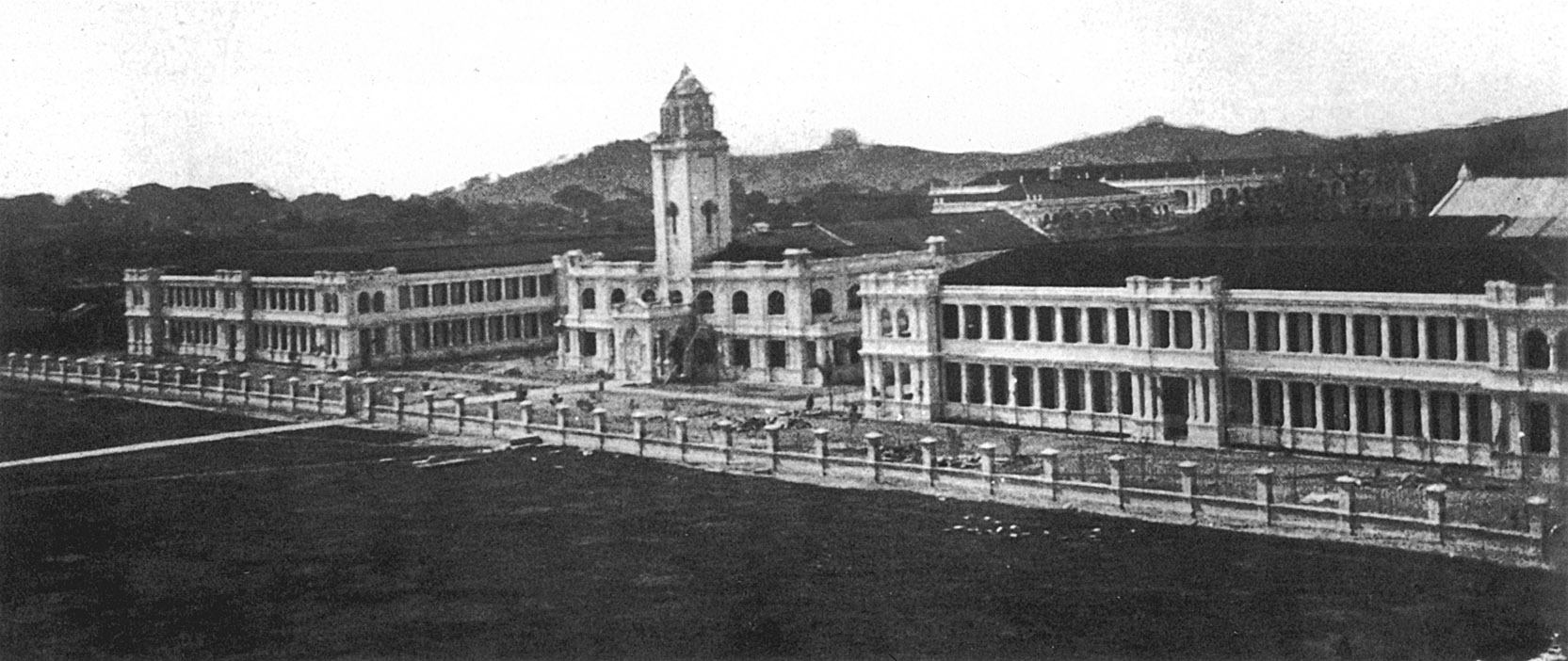
Национальный кантонский университет

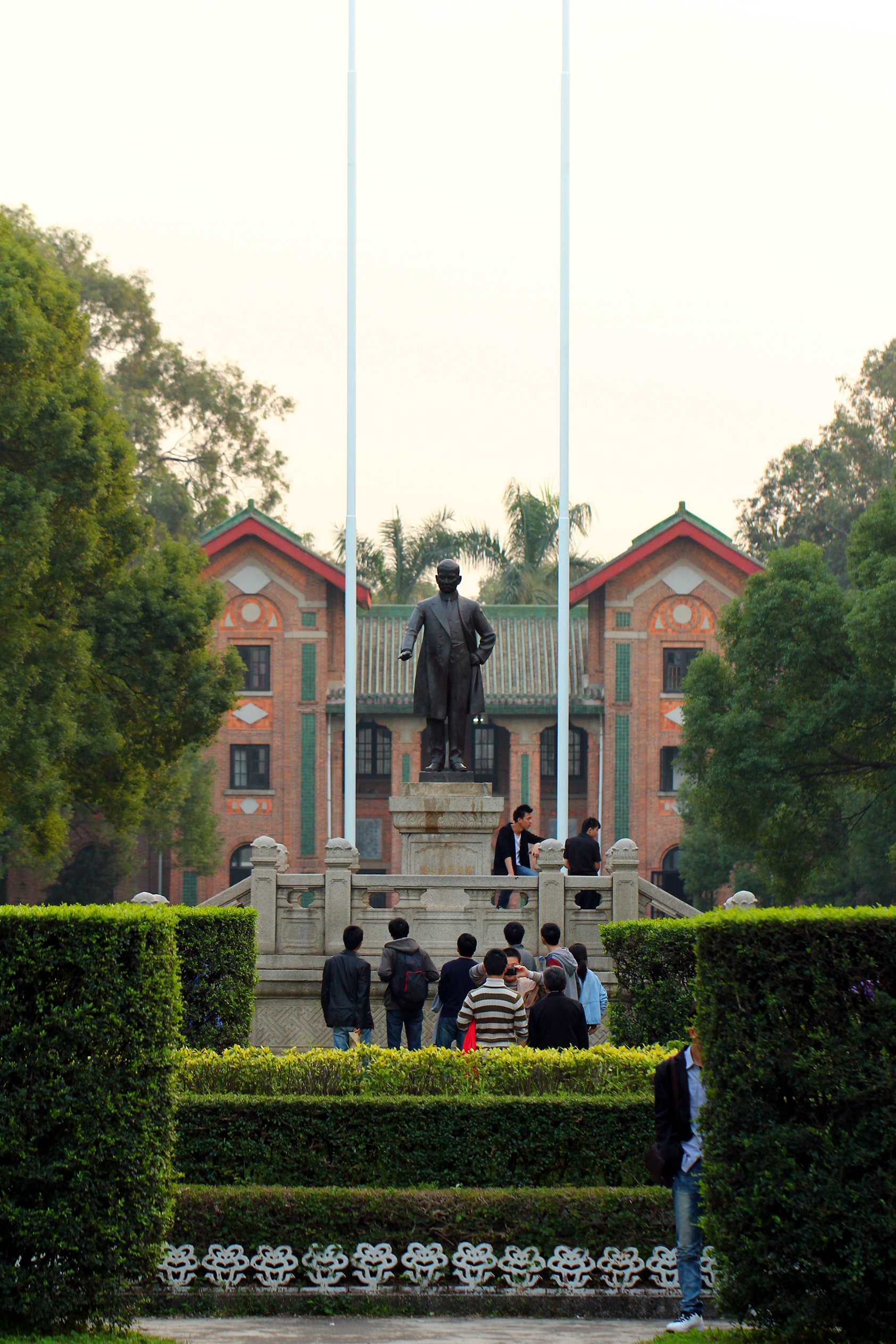
Статуя Сунь Ятсена напротив Университета Линнань

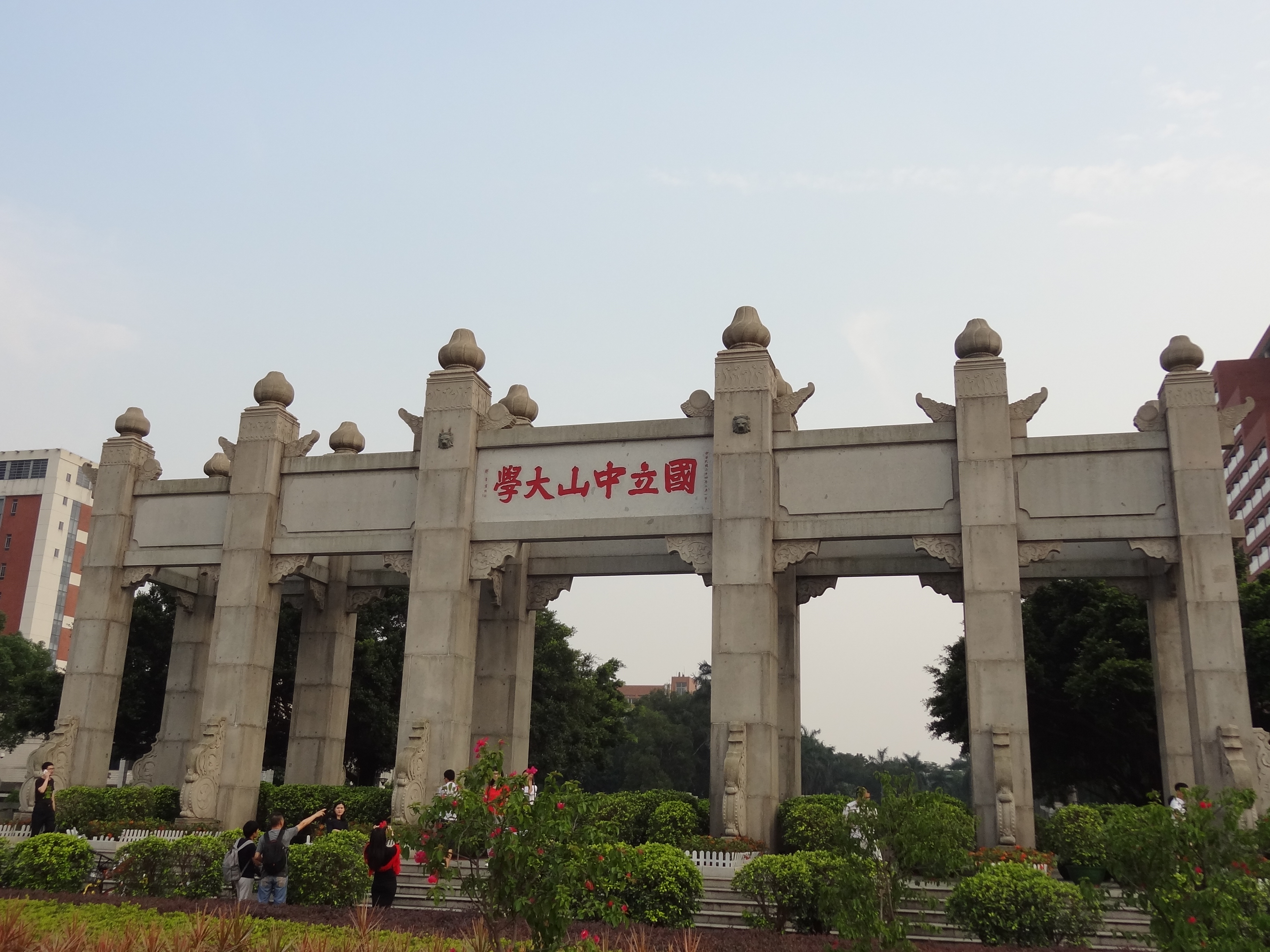
Северные ворота Южного кампуса в Гуанчжоу

Университет имени Сунь Ятсена (кит. 中山大学; пиньинь: Zhōngshān Dàxué, также известный как Университет Чжуншань, англ. Sun Yat-sen University) государственный исследовательский университет, расположенный в Гуанчжоу, провинция Гуандун, Китай. Он был основан в 1924 году и назван в честь Сунь Ятсена, революционера, одного из основателей Китайской Республики и по совместительству её первого президента. Главный кампус университета, также известный как Южный кампус, унаследовал территорию от бывшего Университета Линнань и расположен в районе Хайчжу, Гуанчжоу. Остальные 5 кампусов расположены в трёх городах Гуанчжоу, Чжухай и Шэньчжэнь. Университет является участником национальных программ Проект 985, Проект 211 и Плана Создания университетов и академических дисциплин мирового класса (Double First Class University Plan) для ведущих исследовательских университетов.
Университет имени Сунь Ятсена занимает 89-е место в мире и 7-е место в материковом Китае согласно Академическому рейтингу университетов мира (Шанхайскому рейтингу) за 2021 год. Он также занимает 159-е место в мире и 8-е место в материковом Китае в рейтинге лучших университетов мира US News & World Report за 2021 год. Его программы по бизнесу, менеджменту, математике, физике, химии, биологии, медицине и фармации являются одними из лучших в стране — это университет с высокой степенью отбора, который принимает только 1 % лучших студентов, успешно сдавших китайские государственные вступительные экзамены в вузы (гаокао).
Два университетских бизнес-образовательных учреждения, бизнес-школа Сунь Ятсена (SYSBS) и Университет Линнань, аккредитованы системами EQUIS, AACSB и AMBA. Это единственный университет с множеством бизнес-институтов, имеющий тройную аккредитацию. Университет занимает первое место в Азиатско-Тихоокеанском регионе как в рейтинге бизнес-школ Financial Times (FT), так и в рейтинге World University Rankings (QS). Активы университета включают второй по скорости в мире суперкомпьютер Тяньхэ-2, который оценивается в 2,4 миллиарда юаней. Он также владеет самой большой больничной системой в Китае. Кампус Чжухай обладает самым большим учебным корпусом в Азии.

## История
Первоначально все университеты имени Сунь Ятсена приняли образовательную модель, основанную на политической философии самого Сунь Ятсена. Нынешний университет имени Сунь Ятсена также является результатом многочисленных слияний, в которых было задействовано более десятка академических институтов. Последнее слияние произошло в 2001 году, когда Университет медицинских наук имени Сунь Ятсена объединился с Университетом имени Сунь Ятсена и стал Колледжем медицинских наук имени Сунь Ятсена.

### Университет имени Сунь Ятсена
В 1924 году Сунь Ятсен основал Национальный кантонский университет (кит. 國立 廣東 大學) и написал своим почерком девиз школы: «Всесторонне развиваться, точно исследовать, тщательно размышлять, четко различать, усердно практиковать». После смерти Сунь Ятсена национальное правительство, созданное в ходе первого сотрудничества коммунистов и националистов, 17 июля 1926 года официально постановило изменить название на Университет имени Сунь Ятсена в память о Сунь Ятсене. В 1926 году существовало пять национальных университетов имени Сунь Ятсена: Первый национальный университет имени Сунь Ятсена в Гуанчжоу (нынешний Университет имени Сунь Ятсена), Второй национальный университет имени Сунь Ятсена в Ухане (нынешний Уханьский университет), Третий национальный университет имени Сунь Ятсена в Чжэцзяне (нынешний Чжэцзянский университет), Четвёртый национальный университет Сунь Ятсена в Нанкине (нынешний Нанкинский университет), Пятый национальный университет Сунь Ятсена в Чжэнчжоу (нынешний Хэнаньский университет). В 1930-х годах в университете было семь факультетов: искусств, науки, права, инженерии, сельскохозяйственных исследований, медицины и педагогики.
В 1935 году Университет Цинхуа, Пекинский университет и Университет имени Сунь Ятсена ввели первые программы докторантуры и начали привлекать аспирантов на обучение. В 1950 году колледжи, факультеты и кафедры были реорганизованы, и Университет имени Сунь Ятсена стал национальным комплексным университетом высшего уровня с гуманитарными и естественными науками в качестве основных дисциплин.

### Университет медицинских наук имени Сунь Ятсена

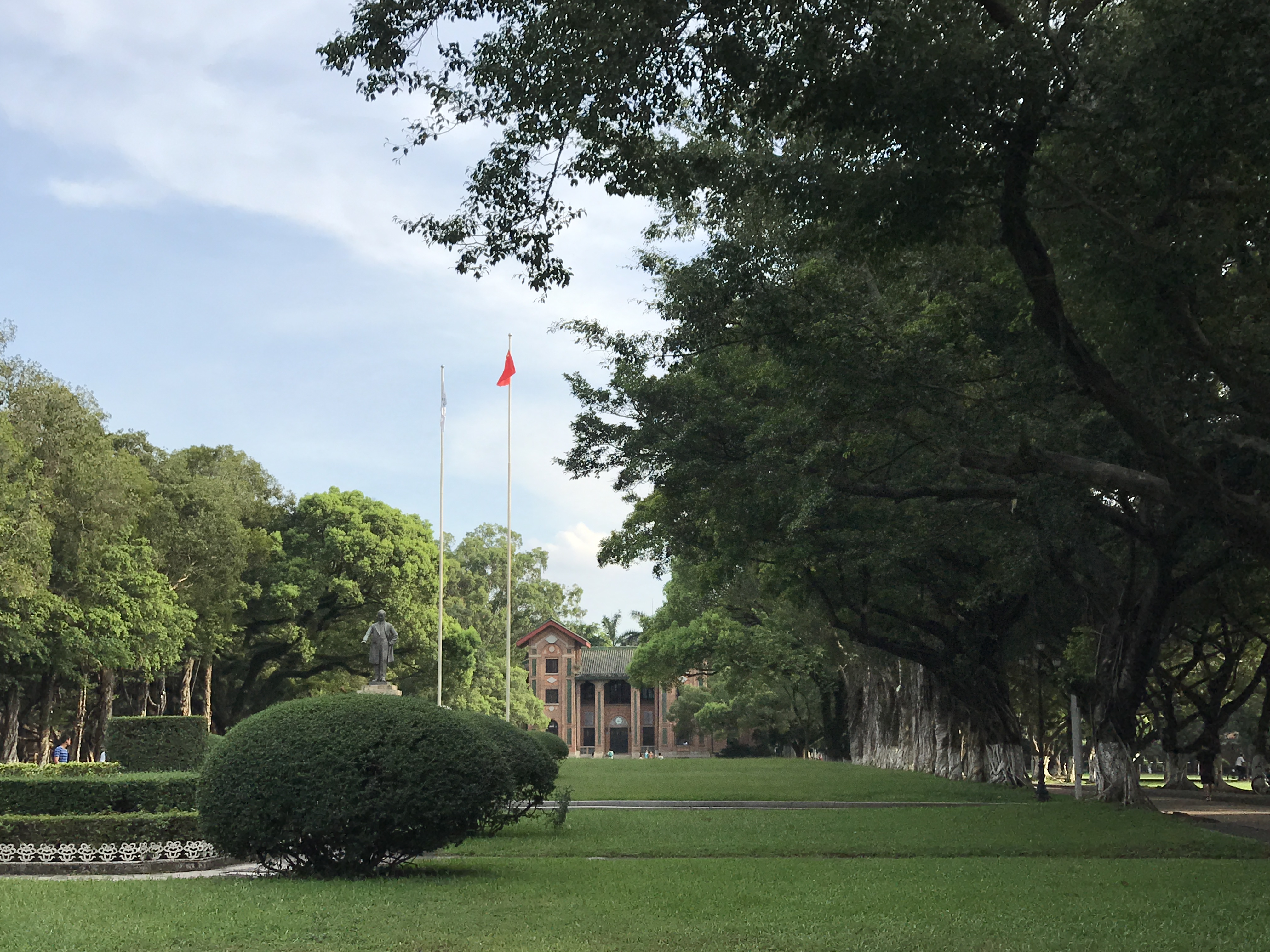
Южный кампус в Гуанчжоу

Одним из предшественников Университета медицинских наук имени Сунь Ятсена была медицинская школа Пок Цай (основана в 1866 году), которая была самым ранним учреждением, где начали изучать западную медицину в Китае и где когда-то сам Сунь Ятсен учился и участвовал в революционной деятельности. В 1936 году Медицинская школа Пок Цай превратилась в медицинский колледж Университета Линнань. В 1908 году были основаны медицинская школа и больница Кун Е в Гуанчжоу. В 1925 году учреждения Кун Е были переданы правительству и преобразованы в медицинскую кафедру национального Университета имени Сунь Ятсена (Чжуншань). В 1953 году медицинские колледжи Университета имени Сунь Ятсена и Университета Линнань объединились в Медицинский колледж Южного Китая, к которому в 1954 году присоединился Гуандунский медицинский колледж Гуанхуа. Университет был последовательно переименован в Медицинский колледж Гуанчжоу и Колледж медицинских наук имени Сунь Ятсена и, наконец, с 1985 в Университет медицинских наук имени Сунь Ятсена, который со временем преобразовался в комплексный медицинский университет с разными факультетами и разными направлениями, достиг национального продвинутого уровня и добился значительных успехов в исследованиях в области генетики, офтальмологии, исследования опухолей, изучения паразитов, болезней почек, трансплантации органов, инфекционных заболеваний печени и молекулярной медицине. 26 октября 2001 года Университет медицинских наук имени Сунь Ятсена объединился с Университетом имени Сунь Ятсена и преобразован в нынешний Университет имени Сунь Ятсена.

### Университет Линнань
Университет Линнань (кит. 嶺南 大學) был частным университетом, основанным в 1888 году доктором медицины Эндрю Хаппером и группой американских миссионеров. На момент основания он назывался Кантонским христианским колледжем.
Медицинский женский колледж Хакетт, первый медицинский колледж для женщин в Китае и принадлежащая ему больница, известная как госпиталь Дэвида Грегга для женщин и детей, расположенные в Гуанчжоу, были частью медицинского центра, основанного женщиной-миссионером Мэри Х. Фултон (1854—1927). Колледж был открыт в 1902 году с уже сформированной четырехлетней медицинской программой. В конце 1932 года медицинский центр был зарегистрирован и передан под контроль китайского правительства. Кроме того, в 1936 году он присоединился к больнице Гуанчжоу и Университету Линнань, чтобы сформировать Медицинский колледж имени Сунь Ятсена.
В 1953 году Университет Линнань был включен в состав Университета Чуншань (ныне Университет имени Сунь Ятсена). Члены университета переехали в Гонконг и в 1967 году основали школу Линнань в Ваньчай, которая в середине 1990-х была переведена в Туен Мун и переименована в Университет Линнань. В 1988 году Университет Линнань был восстановлен в составе Университета имени Сунь Ятсена в качестве факультета экономики и менеджмента, и на данный момент является одним из ведущих факультетов в Китае в данной сфере.

## Рейтинги и репутация
Университет входит в число лучших университетов Китая по данным наиболее влиятельных и широко наблюдаемых международных рейтингов университетов, например, занимает 89-е место в рейтинге университетов Academic Ranking of World Universities 2021, 12-е место в рейтинге лучших университетов Китая (Best Chinese Universities Ranking), 260-е место в мировом рейтинге университетов QS World University Rankings 2021, по данным U.S. News Global University Ranking 2021: 159-место в Best Global Universities, 21-место в Best Global Universities in Asia, 8-место в Best Global Universities in China.

## Академический профиль
| Профессоры                                      | 1746  |
| Доценты                                         | 1909  |
| Общее количество студентов очной формы обучения | 55447 |
| Студенты бакалавриата                           | 32140 |
| Студенты магистратуры                           | 15517 |
| Студенты докторантуры                           | 7790  |
| Специальности бакалавриата                      | 138   |
| Программы докторантуры                          | 51    |
| Программы магистратуры                          | 59    |

В распоряжении университета находятся 3 кампуса в Гуанчжоу (на юге, севере и востоке города), Чжухайский кампус и Шэньчжэньский кампус, а также Колледж международного сотрудничества и 32 национальных исследовательских института.
Общий объём финансирования университета на конец 2020 года составлял 10,397 млрд юаней.

### Факультеты и институты

#### Кампусы Гуанчжоу
- Академия предпринимательства;
- Кафедра психологии;
- Кафедра педагогики в области социальных наук;
- Факультет преподавания английского языка;
- Стоматологический факультет Гуанхуа, стоматологическая больница;
- Институт гуманитарных исследований;
  - Факультет гуманитарных наук;
  - Отделение общего образования;
- Международная школа бизнеса;
  - Кафедра прикладной экономики;
  - Кафедра бизнес-администрирования;
- Институт гуманитарных наук;
- Университет Линнань;
  - Кафедра экономики;
  - Кафедра финансов;
  - Кафедра страхования и управления рисками;
  - Кафедра международного бизнеса;
  - Кафедра логистики и менеджмента;
- Факультет передовых вычислений;
- Факультет азиатско-тихоокеанских исследований;
  - Кафедра международной политики;
- Факультет химии и химической инженерии;
  - Кафедра полимеров и материаловедения;
  - Кафедра химического машиностроения;
  - Кафедра химии;
  - Кафедра прикладной химии;
- Факультет китайского языка как иностранного;
- Факультет коммуникации и дизайна;
  - Кафедра общественных коммуникаций;
  - Кафедра журналистики;
  - Кафедра медиа-дизайна;
- Факультет геологии;
- Факультет педагогики;
- Факультет инженерии
- Факультет наук об окружающей среде;
- Факультет иностранных языков;
- Географический факультет;
- Факультет политологии;
  - Кафедра политологии;
  - Кафедра государственного управления;
- Факультет гуманитарных наук;
  - Кафедра китайского языка;
  - Кафедра истории;
  - Кафедра философии;
- Факультет информационного менеджмента;
- Факультет информационных технологий;
- Факультет права интеллектуальной собственности;
- Факультет международных исследований;
- Юридический факультет;
- Факультет естественных наук;
- Факультет морских исследований;
- Факультет математики и вычислительных наук;
- Факультет мобильной информационной инженерии;
- Факультет сестринского дела;
- Факультет фармацевтических наук;
- Факультет физики;
- Факультет физики и астрономии;
- Факультет здравоохранения;
- Факультет социологии и антропологии;
  - Кафедра антропологии;
  - Кафедра социологии и социальных работ;
- Факультет программного обеспечения;
- Факультет туризма;
- Китайско-французский институт ядерной инженерии и технологий;
- Бизнес-школа имени Сунь Ятсена;
- Отделение общего образования университета;
- SYSU-CMU Совместный инженерный институт;
- Медицинский колледж Чжуншань.

#### Чжухайский кампус
- Кафедра китайского языка;
- Кафедра истории;
- Кафедра философии;
- Международный факультет бизнеса и финансов;
- Факультет интеллектуальных информационных технологий;
- Факультет метеорологии;
- Факультет химической инженерии и технологий;
- Факультет гражданского строительства;
- Факультет земельных наук и инженерии;
- Факультет геопространственной инженерии и науки;
- Факультет международных отношений;
- Факультет международных исследований;
- Факультет морской инженерии и технологий;
- Факультет океанографии;
- Факультет математики;
- Факультет микроэлектроники и технологий;
- Факультет физики и астрономии;
- Факультет программной инженерии;
- Факультет менеджмента в сфере туризма;
- Китайско-французский институт ядерной техники и технологий.

Шэньчжэньский кампус
- Медицинский факультет;
- Факультет здравоохранения;
- Факультет фармакологических наук;
- Факультет медицинской инженерии;
- Факультет материаловедения;
- Факультет астронавтики;
- Факультет инженерии интеллектуальных систем;
- Факультет электронной инженерии.

Международные институты
Университет также состоит из других различных международных институтов, таких как:
- Объединенный инженерный институт (JIE), разработанный совместно с Университетом Карнеги-Меллона[16];
- Медицинский исследовательский центр клинических исследований в партнерстве с Университетом Джонса Хопкинса[17];
- Институт функциональных материалов имени Лена (LIFM), разработанный совместно с лабораторией супрамолекулярной химии Страсбургского университета,Технологическим институтом Карлсруэ и Шведским технологическим институтом[18];
- Китайско-французский институт ядерной инженерии и технологий, разработанный совместно с Гренобльским технологическим институтом, Высшей национальной школой химии в Монпелье , Национальным институтом ядерных наук и технологий;
- Совместно созданная с Альбертским университетом в Канаде лаборатория по сохранению биоразнообразия[19];
- Китайский университет Гонконга — Центр исторической антропологии Университета имени Сунь Ятсена[20];
- Центр филантропии при Университете имени Сунь Ятсена в партнерстве с Индианским университетом[21].

### Бизнес-образование
Бизнес-школа Сунь Ятсена
Бизнес-школа Сунь Ятсена является одной из трех бизнес-школ материкового Китая и одной из 58 бизнес-школ мира, имеющих тройную аккредитацию EQUIS , AACSB и AMBA .
Школа имеет программы по обмену более чем с 80 международными учреждениями, такими как Калифорнийский университет в Лос-Анджелесе, Оксфордский университет, Гавайский университет в Маноа, Королевский университет, IE Business School, Городской университет Гонконга и т. д. Он также установил стратегические партнерские отношения с ведущими многонациональными компаниями, такими как IBM, DHL, Coca-Cola, Allianz Group и т. д., а также с множеством местных компаний, таких как ICBC, Bank of China.
- В 2012 году MBA-программа школы заняла седьмое место в рейтинге Forbes China[22].
- В 2012 году EMBA-программа школы заняла 44 место в мире в рейтинге Financial Times.
- В 2013 году программа магистратуры по специальности «менеджмент» заняла 44 место в мире в рейтинге Financial Times.

#### Колледж Линнань
С 2015 года Колледж Линнань имеет тройную аккредитацию AACSB, EQUIS и AMBA. Колледж возник на базе Университета Линнань, коммерческого вуза, основанного в 1888 году.
Колледж Линнань включает совместную с Массачусетским технологическим институтом международную программу MBA, совместную с Карлсонским факультетом менеджмента Университета Миннесоты программу the China Executive MBA, совместную с Лионским университетом Жана Мулена и бизнес-школой EMLYON программу MBA и международную программу DBA.

### Больницы-филиалы
Университет имеет крупнейшую дочернюю систему больниц в Китае, включая Первую больницу Университета имени Сунь Ятсена, Мемориальную больницу имени Сунь Ятсена (или Вторую больницу Университета имени Сунь Ятсена), Третью больницу Университета имени Сунь Ятсена, Четвертую больницу Университета имени Сунь Ятсена (была объединена с Первой больницей), Пятая больница Университета имени Сунь Ятсена (или больница Чжухай), Шестая больница Университета имени Сунь Ятсена (или Гастроинтерологическая больница Университета имени Сунь Ятсена), Онкологический центр Университета имени Сунь Ятсена, Стоматологическая больница Университета имени Сунь Ятсена, Офтальмологический центр Университета имени Сунь Ятсена, Седьмая больница Университета имени Сунь Ятсена (Шэньчжэнь), Восьмая больница Университета имени Сунь Ятсена (Шэньчжэнь). Все восемь больниц общего профиля, Онкологический центр Университета Сунь Ятсена и Офтальмологический центр Университета Сунь Ятсена относятся к больницам класса 3А.

#### Первая больница-филиал Университета имени Сунь Ятсена
Первая больница-филиал была основана в 1910 году и на тот момент называлась Больница государственного медицинского учреждения провинции Гуандун. Больница является самой большой и комплексной среди всех больниц-филиалов Университета имени Сунь Ятсена, в том числе одной из самых больших больниц в Китае.
- Первая больница Университета имени Сунь Ятсена занимает 2 место в рейтинге «топ-10 больниц общего профиля в Китае».

#### Мемориальная больница Университета имени Сунь Ятсена
Больница была основана американцем Питером Паркером в 1835 году в качестве офтальмологической больницы. Первоначально больница имела узконаправленную специализацию по лечению глазных заболеваний, позднее в больнице стали лечить и другие заболевания. Позже, на базе данной больницы, возникла Кантонская больница (Ophthalmic Hospital in Canton).

#### Онкологический центр Университета имени Сунь Ятсена
Онкологический центр Университета Сунь Ятсена является больницей уровня III (самый высокий ранг в Китае) и класса А. В 2001 году он был удостоен награды «Ключевая тема Китая». В 1980 году был назначен Сотрудничающим центром Всемирной организации здравоохранения (ВОЗ) по исследованиям рака. С 2003 года стал дочерним учреждением Онкологического центра им. М. Д. Андерсона Техасского университета. В 2004 году создал совместную лабораторию с Каролинским институтом Швеции для исследований в области иммунотерапии, молекулярной вирусологии и онкологической эпидемиологии.
- Онкологический центр Университета имени Сунь Ятсена занимает 1 место в рейтинге «топ-10 онкобольниц в Китае»[26].

#### Офтальмологический центр университета имени Сунь Ятсена
Офтальмологический центр Университета имени Сунь Ятсена является первым и ведущим передовым офтальмологическим центром передовой офтальмологической помощи в Китае, объединяющим глазное лечение, обучение, диагностику зрения и профилактику слепоты. Это также один из 20 крупнейших офтальмологических центров в мире.
В 2006 году Офтальмологический центр Университета имени Сунь Ятсена был утвержден в качестве ключевой государственной офтальмологической лаборатории, единственной в своем роде в Китае и занял первое место в рейтинге «Лучшие офтальмологические больницы Китая».

### Библиотека
Университетская библиотечная система является одной из самых больших в Китае. По состоянию на декабрь 2012 года, в библиотеках насчитывалось 6 миллионов книг, в том числе периодических изданий.

#### Коллекция Хиллса
В июне 2005 года, библиотека Гарвардского университета пожертвовала 158,000 томов из библиотеки Хиллса Университету имени Сунь Ятсена. Коллекция сборников разрабатывалась в течение столетия и содержит разделы о гуманитарных и социальных науках, преимущественно на английском языке.

### Институты Конфуция
С 2006 года Университет имени Сунь Ятсена основал 5 Институтов Конфуция:
- Институт Конфуция при Университете Атенео-де-Манила;[30]
- Институт Конфуция в Индианополисе, функционирующий при двух университетах: Университете Индианы и Университете Пердью[31];[30]
- Институт Конфуция при Автономном университете Юкатана[32][30];
- Институт Конфуция в Лионе, функционирующий при двух университетах: Лионском университете Люмьер и Лионском университете Жана Мулена[30];
- Институт Конфуция при Кейптаунском университете [30].

## Исследования

### Essential Science Indicators (ESI)
Согласно статистике базы данных Essential Science Indicators (ESI) с января 2003 года по февраль 2013 года общее количество цитирований статей по 15 дисциплинам Университета имени Сунь Ятсена вошло в 1 % мировых лидеров вместе с такими университетами, как Пекинский университет, Фуданьский университет, Шанхайский университет транспорта и Чжэцзянский университет. 15 дисциплин включают химию, медицину, физику, биологию и биохимию, материаловедение, молекулярную биологию и генетику, микробиологию, инженерию, зоологию и ботанику, экологию, фармакологию и токсикологию, неврологию, математику, сельскохозяйственные науки, социологию.

### Nature Publishing Index (NPI)
Nature Publishing Index показывает как исследовательские статьи, так и обзоры, опубликованные в научных журналах. Рейтинг базируется на количестве статей, опубликованных за последние 12 месяцев.

### Postdoctoral Research Stations
Университет имени Сунь Ятсена имеет 39 постдокторских исследовательских центров.

### Выпускаемые журналы
Университет имени Сунь Ятсена публикует в общей сложности 25 научных журналов, в том числе:
- Acta Scientiarum Naturalium Universitatis Sunyatseni;
- Journey of Sun Yat-sen University Social Science Edition;
- Journey of Sun Yat-sen University (медицинские науки);
- Диагностическая визуализация и интервенционная радиология (на китайском);
- Современный клинический уход (на китайском);
- Современная медицина (на китайском);
- Китайский журнал о неврологических и психических заболеваний (на китайском);
- Chinese Journal of Cancer;
- Eye Science.

## Кампусы
Университет имени Сунь Ятсена имеет пять кампусов общей площадью 9,151 км2: Южный кампус в Гуанчжоу (广州校区南校园), расположенный в районе Хайчжу, Северный кампус в Гуанчжоу (广州校区北校园), расположенный в районе Юэсю, Восточный кампус в Гуанчжоу (广州校区东校园), расположенный в районе Паньюй, а также Чжухайский кампус (珠海校区) и Шэньчжэньский кампус (深圳校区).

### Кампусы Гуанчжоу

#### Южный кампус
Южный кампус располагается в здании бывшего Университета Линнань, его площадь составляет 1,239 км2. В данном кампусе в основном преподаются медицинские дисциплины.

#### Северный кампус
Северный кампус занимает территорию медицинского факультета Национального университета имени Сунь Ятсена и Университета медицинских наук имени Сунь Ятсена площадью 0,209 км2. Кампус в основном состоит из медицинских факультетов, однако здесь расположены не все медицинские факультеты университета.

#### Восточный кампус
Восточный кампус расположен в северной части Мегацентра высшего образования в Гуанчжоу (Guangzhou Higher Education Mega Center) — университетского городка, где сконцентрированы высшие учебные заведения, расположенного на острове Сяоугувэй, район Паньюй. Площадь кампуса составляет 0,989 км2.

#### Чжухайский кампус
Чжухайский кампус расположен в городе Чжухай, районе Танцзяван, и занимает площадь 3,571 км2. Первокурсники и второкурсники некоторых дисциплин гуманитарных, естественных и медицинских наук в настоящее время живут и учатся в кампусе со студентами факультета сетевых технологий.

#### Шэньчжэньский кампус
Шэньчжэньский кампус расположен в городе Шэньчжэнь, районе Гуанмин (Guangming New District), и занимает площадь 3,143 км2. На территории кампуса в основном преподаются медицинские, инженерные и аграрные дисциплины. С 2016 года в кампусе проводятся ремонтные работы. В 2019 году первыми открылись учебные классы для медицинского факультета.

## Известные выпускники
- Соня Чань, 2-й секретарь по делам юстиции и администрации Макао;
- Ли Фанхуа, физик;
- Шиу-Ин Ху, ботаник;
- Хуан Хуахуа, бывший губернатор провинции Гуандун;
- Музи Мэй, блогер;
- Сюй Ниншэн, 21-й президент Фуданьского университета;
- Сюй Цзэ, политик;
- Е Шухуа, астроном;
- Сюй Иньчуань, чемпион мира по сянци (китайские шахматы);
- Шоу-Ву Чжан, американский математик китайского происхождения;
- Инъин Чжан, исследователь фотосинтеза и сельскохозяйственных культур;
- Чжан Хуайцунь, художник и автор детских книг;
- Готай Чжоу, генерал-майор Народно-освободительной армии;
- Цанг Хинчи, предприниматель и политик, основатель Goldlion Group;
- Лай Миньхуа, генеральный директор таможенной службы в Макао.

## Примечание
1. ↑  Sun Yat-sen University (англ.). Academic Ranking of World Universities. Дата обращения: 17 декабря 2021. Архивировано 17 декабря 2021 года.
2. ↑  Sun Yat-sen University (англ.). usnews.com. Дата обращения: 17 декабря 2021. Архивировано 30 октября 2021 года.
3. ↑  中山大学 (кит.). eol.cn. Дата обращения: 17 декабря 2021. Архивировано 17 декабря 2021 года.
4. ↑  Zhuhai Campus (кит.). Way Back Machine (26 июня 2012). Дата обращения: 24 декабря 2021. Архивировано 29 октября 2012 года.
5. ↑  Wen-Hsin Yeh. The Alienated Academy: Culture and Politics in Republican China, 1919-1937. — Harvard University Asia Center (November 15, 2000). — С. 173—176.
6. ↑  中山大学校训 (кит.). Way Back Machine. Дата обращения: 24 декабря 2021. Архивировано 16 июля 2014 года.
7. ↑  Chi-Min Wong, Liande Wu. History of Chinese Medicine: Being a Chronicle of Medical Happenings in China from Ancient Times to the Present Period,. — AMS Press, 1973. — С. 658.
8. ↑  柔济医院的实验室 (кит.). qq.com (11 апреля 2010). Дата обращения: 6 января 2022. Архивировано 14 августа 2018 года.
9. ↑  Xu, Guangqiu (2011). American Doctors in Canton (англ.). Архивировано 6 января 2022 года.
10. ↑  中国近代第一所女子医学院——夏葛医学院 (кит.). Дата обращения: 6 января 2022. Архивировано 18 апреля 2021 года.
11. 1 2  Sun Yat-sen University (англ.). Academic Ranking of World Universities. Дата обращения: 23 декабря 2021. Архивировано 17 декабря 2021 года.
12. ↑  Sun Yat-sen University (англ.). QS World University Rankings. Дата обращения: 23 декабря 2021. Архивировано 20 ноября 2021 года.
13. ↑  Sun Yat-sen University (англ.). usnews.com. Дата обращения: 23 декабря 2021. Архивировано 30 октября 2021 года.
14. 1 2  Академический профиль университета (кит.). sysu.edu.cn (31 мая 2021). Дата обращения: 1 апреля 2022. Архивировано 20 марта 2022 года.
15. ↑  Campuses (англ.). sysu.edu.cn. Дата обращения: 1 апреля 2022. Архивировано 1 апреля 2022 года.
16. ↑  Press Release: Carnegie Mellon Partners with Sun Yat-sen University To Develop Graduate Engineering Degree Programs (кит.). cmu.edu (12 ноября 2012). Дата обращения: 17 января 2022. Архивировано 13 декабря 2021 года.
17. ↑  Melissa McMacken. Sun Yat-sen University (англ.). Johns Hopkins Medicine International (5 декабря 2013). Дата обращения: 17 января 2022. Архивировано 17 января 2022 года.
18. ↑  Lehn Institute of Functional Materials (LIFM) in association with the Laboratory of Supramolecular Chemistry at ISIS of University of Strasbourg and INT of Karlsruhe Institute of Technology in 2010 is an international institute founded by Sun Yat-Sen University. (англ.). Lehn Institute of Functional Materials (LIFM) official website. Дата обращения: 1 апреля 2022. Архивировано 21 декабря 2013 года.
19. ↑  Agreements deepen UAlberta partnerships with China (англ.). University of Alberta official website (24 октября 2013). Дата обращения: 1 апреля 2022. Архивировано 26 декабря 2013 года.
20. ↑  The Chinese University of Hong Kong - Sun Yat-sen University (англ.). Дата обращения: 1 апреля 2022. Архивировано 20 декабря 2013 года.
21. ↑  Opening Ceremony of Center On Philanthropy, Guangzhou (англ.). Asienhaus (3 июня 2011). Дата обращения: 1 апреля 2022. Архивировано 26 декабря 2013 года.
22. ↑  2012福布斯 中国最具价值在职MBA项目 (кит.). Way Back Machine. Дата обращения: 17 января 2022. Архивировано 28 марта 2014 года.
23. ↑  Sun-Yatsen University (англ.). AACBS education.
24. ↑  Accredited Schools - Association of MBA's (англ.). AMBA. Дата обращения: 30 марта 2022. Архивировано 3 сентября 2021 года.
25. ↑  中山大学 (кит.). gaokao.cn. Дата обращения: 21 января 2022. Архивировано 21 января 2022 года.
26. ↑  Hospital Ranking 2021 China (англ.). Scimago Institutions Ranking. Дата обращения: 30 марта 2022. Архивировано 30 марта 2022 года.
27. ↑  Internship Hospitals - Sun Yat-sen University Zhongshan School of Medicine, China (англ.).
28. ↑  About Sun-Yatsen University Libraries (англ.). Sun-Yatsen University Libraries. Дата обращения: 29 марта 2022. Архивировано 19 февраля 2012 года.
29. ↑  HCL presents collection to China's Sun Yat-Sen University Library (англ.). Harvard Gazette archives (4 ноября 2004). Дата обращения: 29 марта 2022. Архивировано 4 марта 2016 года.
30. 1 2 3 4 5  Confucius Institutes (англ.). Sun-Yatsen University official page (5 января 2015). Дата обращения: 30 марта 2022. Архивировано 18 июня 2021 года.
31. ↑  Confucius Institute, IU School of Medicine and WFYI explore health care in two cultures (англ.). Indiana University School of medicine (15 ноября 2012). Дата обращения: 30 марта 2022. Архивировано 24 июля 2021 года.
32. ↑  More students in Merida learn Mandarin as interest in China grows (англ.). Yucatan Magazine (10 апреля 2019). Дата обращения: 30 марта 2022. Архивировано 25 января 2021 года.
33. ↑  Academic journals edited and published by Sun Yat-sen University (англ.). sysu.edu.cn. Дата обращения: 1 апреля 2022. Архивировано 19 ноября 2021 года.
34. 1 2 3 4 5  About Sun Yat-sen University (англ.). sysu.edu.cn (24 апреля 2019). Дата обращения: 20 февраля 2022. Архивировано 12 июня 2021 года.